# United States Pharmacopeia
De United States Pharmacopeia (USP) is een Amerikaanse instantie die waakt over de kwaliteit van geneesmiddelen en andere gezondheidszorgproducten die geproduceerd of verkocht worden in de Verenigde Staten. De USP doet dat door standaarden vast te stellen waar deze producten aan moeten voldoen. De USP standaarden worden niet alleen in de Verenigde Staten toegepast maar ook in vele andere landen over de hele wereld. De Europese tegenhanger van de USP is het Europees Geneesmiddelenbureau EMA.